# جيوفاني كالابريس
جيوفاني كالابريس (بالإيطالية: Giovanni Calabrese)‏ هو مجدف إيطالي، ولد في 30 أكتوبر 1966 في مسينة في إيطاليا.

## وصلات خارجية
- جيوفاني كالابريس على موقع الاتحاد الدولي للتجديف (الإنجليزية)
- جيوفاني كالابريس على موقع اللجنة الأولمبية الدولية (الإنجليزية)
- جيوفاني كالابريس على موقع أوليمبيديا (الإنجليزية)
- جيوفاني كالابريس على موقع اللجنة الأولمبية الإيطالية (الإيطالية)
- جيوفاني كالابريس على موقع CONI honoured athlete website (الإيطالية)